# Colpotorna
Colpotorna é um gênero de mariposa pertencente à família Acrolophidae.